# Левица (Норвегия)
Левицата (на норвежки: Venstre; на нюношк: Venstre) е центристка либерална политическа партия в Норвегия.
Основана през 1884 г., партията е най-старата в страната и през първите десетилетия от съществуването си е доминираща, но през втората половина на 20 век губи влиянието си и на няколко пъти дори не успява да влезе в парламента.
Тя участва в десноцентристките правителства на Хел Магне Бондевик (1997-2000, 2001-2005), а от 2005 г. е в опозиция на лявоцентристкото правителство на Йенс Столтенберг.
1. ↑  Nesten 200 personer meldte seg ut av Rødt – mange oppga politisk uenighet som hovedårsak //   Посетен на 24 май 2023 г. (на букмол)
2. ↑  o.nsd.no //   Посетен на 17 май 2021 г.